# 李昭娟
李昭娟（1982年4月16日—），韓國女演員，名字常被音譯為李素妍。

## 簡歷
李昭娟於1982年4月生於首爾，由於從小就很喜歡表演，因此在高中二年級時就立下了要當演員的夢想，還因此學習大提琴、搖滾樂、韓國傳統音樂、中國的京劇等。
她在2003年透過參演電影《醜聞－朝鮮男女相悅之嗣》出道。出道後的八年間，她參演了八部電視劇及八部電影累積多元的演藝經驗。 在電視劇方面，李昭娟在2000年代曾参演多部電視劇的奸詐主角，具關注度多年包括《新進社員》（2005年）、《春日華爾滋》（2006年）及《天使的誘惑》（2009年）。
然則，文化評論者河在坤曾指出，李昭娟在參演《天使的誘惑》前是沒有存在感的平凡演員，即使《天使的誘惑》是大熱電視劇《妻子的誘惑》的姊妹作品，但她依然沒有在觀眾眼中留下深刻的印象。
2010年，李昭娟在《同伊》中飾演第二女主角張禧嬪，以獨特的演技獲得了廣泛注意，並以重新詮釋張禧嬪的人性化面貌，獲得了觀眾的好評。其後，李昭娟主要以參演家族劇及日日劇為主，並在該等劇集裏多飾演女主角的角色，例如《家族的誕生》（2012年）、《紅寶石戒指》（2013年）及《龍王保祐》（2019年）等。
在電影方面，李昭娟在2000年代參演不少主流及獨立電影，她在2004年的《羽毛》中飾演主角「昭娟」獲得好評，電影評論家達西·帕奎特認為她帶來了「令人印象深刻的銀幕存在感」，使她的角色令人難忘。

## 個人生活
2004年，李昭捐在拍攝電影《羽毛》時，就因戲而與導演宋一坤的結緣，隨後兩人迅速陷入愛河，但是2007年時，兩人因繁忙的工作和性格不合等問題分手，結束了這段感情。
2015年與交往僅四個月的圈外男性結婚，在首爾江南區驛三洞舉行婚禮，她在婚禮現場也邀請自己的圈內好友韓孝周、韓彩英、玄英、吳允兒等人參加婚禮，由裴秀彬擔任司儀，姜成妍夫婦擔任鋼琴伴奏，卞貞秀、朴珖賢、尹正恩演唱電視劇《紅寶石戒指》的OST做為祝賀歌曲。兩人之後是在夏威夷度過了甜蜜新婚之旅，婚後兩人過著甜蜜的生活。但在2018年，兩人因為性格不合而宣告離婚。

## 演出作品

### 電視劇
| 年份   | 電視台     | 劇名                       | 角色               |
| ------ | ---------- | -------------------------- | ------------------ |
| 2005年 | SBS        | 《春日》                   | 金慶雅             |
| 2005年 | MBC        | 《新進社員》               | 徐賢雅             |
| 2005年 | MBC        | 《我們結婚吧》             | 權恩善             |
| 2006年 | KBS        | 《春日華爾滋》             | 宋怡娜             |
| 2008年 | SBS        | 《為什麼來我家》           | 韓美秀             |
| 2008年 | MBC        | 《我人生的黃金期》         | 李金               |
| 2009年 | SBS        | 《天使的誘惑》             | 朱雅蘭             |
| 2010年 | MBC        | 《同伊》                   | 張禧嬪             |
| 2011年 | SBS        | 《我的愛在我身邊》         | 道美索             |
| 2012年 | MBC        | 《Dr. JIN》                | 春紅               |
| 2012年 | SBS        | 《家族的誕生》             | 李秀晶             |
| 2013年 | KBS        | 《紅寶石戒指》             | 鄭露比／鄭露娜     |
| 2014年 | JTBC       | 《12年後的重逢：山蒜醬湯》 | 張國／張達萊       |
| 2015年 | MBC every1 | 《To Be Continued》        | 企劃室長           |
| 2015年 | MBC        | 《美麗的你》               | 車書茜             |
| 2017年 | MBC        | 《死而復生的男人》         | 李智英B            |
| 2017年 | tvN        | 《和遊記》                 | 書販子（特別出演） |
| 2019年 | MBC        | 《龍王保祐》               | 沈清兒／趙虹珠     |
| 2021年 | KBS2       | 《基督山小姐》             | 高恩祖／黃嘉欣     |
| 2023年 | tvN        | 《閃亮的西瓜》             | 崔世京（46歲時期） |
| 2024年 | KBS2       | 《無血無淚》               | 李惠媛             |

### 電影
| 年份   | 片名                       | 角色   |
| ------ | -------------------------- | ------ |
| 2002年 | 《白房》                   |        |
| 2003年 | 《醜聞－朝鮮男女相悅之嗣》 | 李小玉 |
| 2004年 | 《爱情的喜悦》（短篇电影） |        |
| 2004年 | 《羽毛》                   | 昭娟   |
| 2005年 | 《耀眼的一天》             |        |
| 2007年 | 《搖滾明星夢》             |        |
| 2007年 | 《我的美妙生活》           |        |
| 待公布 | 《十九，三十九》           |        |

### MV
- 2009年：鄭在旭《閉上我的眼睛》[13]（與金剛）

## 綜藝節目
- 2006年：KBS 2TV《Music Bank》2006年11月26日－2007年4月1日
- 2006年：KBS《女杰6》(2006年5月-2007年4月)
- 2013年：MBC《我們結婚了》古典夫婦with潤翰（朝鲜语：윤한）
- 2017年：tvN《需要對話的狗貓》
- 2018年：MBN《快樂來到我們家》
- 2019年：MBC《空腹者們》
- 2019年：TV朝鮮《妻子的味道》
- 2020年：KBS《新品上市 便利餐廳》
- 2021年：MBC 《Video Star》

## 獲獎
| 年份   | 大獎                 | 獎項                          | 作品           |
| ------ | -------------------- | ----------------------------- | -------------- |
| 2007年 | 第16屆金雞百花電影節 | 外國電影部門 女主角獎         | 羽毛           |
| 2008年 | MBC演技大賞          | 女子新人賞                    | 我人生的黃金期 |
| 2009年 | SBS演技大賞          | 新星賞                        | 天使的誘惑     |
| 2010年 | MBC演技大賞          | 女子優秀賞                    | 同伊           |
| 2011年 | SBS演技大賞          | 週末連續劇部門 優秀女子演技賞 | 我的愛在我身邊 |
| 2013年 | KBS演技大賞          | 日日連續劇部門 優秀女子演技賞 | 紅寶石戒指     |
| 2013年 | MBC演藝大賞          | 綜藝類女子優秀賞              | 我們结婚了     |
| 2017年 | 韓國文化演藝大賞     | 最佳女演員獎                  | 死而復生的男人 |

## 外部連結
- 李昭娟的Instagram帳戶 
- NAVER （页面存档备份，存于）
- 李昭娟在互联网电影资料库（IMDb）上的資料（英文）